# 朱凱廸
朱凱廸（英語：Eddie Chu Hoi-dick；1977年9月29日—），前香港民主派立法會議員（新界西），社會運動活躍人士，左翼環境保護主義者，前朱凱廸新西團隊成員，就任立法會議員時期加入民主派立法會黨團議會陣線運作。在反對清拆皇后碼頭行動中，朱凱廸曾是本土行動的成員，代表該組織向大眾介紹文物保育、城市規劃民主化的重要性而為人熟悉，長期關注新界的鄉郊發展。他也是菜園村關注組成員，是反高鐵運動的中堅人物。2021年2月28日，因早前參與2020年立法會選舉民主派初選被特區政府指控涉嫌干犯「串謀顛覆國家政權」罪而被捕被及起訴，一直不獲國安法指定裁判官批准保釋而被還押至今。

## 早年經歷
朱凱廸早年居住在香港島灣仔盧押道一帶，父親經營恤衫工場。朱就讀高主教書院（小學部）和高主教書院，1999年畢業於香港中文大學英文系。畢業後任職《明報》國際版記者，2003年離開《明報》，赴伊朗德黑蘭大學進修波斯語，以及以自由記者身份前往伊朗，工作了約兩年。2005年從伊朗返回香港，他被邀到香港獨立媒體工作。
他一度在新城電台當外電翻譯兼凌晨的新聞主播，後離任成為自由撰稿人。積極參與社會運動，分別於2006年與2007年中旬參與反對拆天星碼頭與爭取原地保留皇后碼頭行動。文章散見於《明報》及香港獨立媒體網站等。
2008年欲前往日本採訪八國峰會情況被拒，亦為傳媒報導。

## 政治主張
朱凱廸在政綱中倡議「民主自決」、「城鄉共生」以及「復興農耕」。
朱凱廸主張「民主自決」，他認為修改《基本法》、永續自治等，都是民主自決的選項。他認為香港的前途，應由所有居住在這個地方的人共同決定，刻意劃分族群是反民主。他認為自決的定義是港人選擇從現行《基本法》、一國兩制的「鳥籠」中走出來，決定香港的前途，但關鍵是民主，不能以反民主的方式爭取自決。並認為傳統泛民提倡「換特首」變相更肯定中央權力，換特首仅是政府為消解民氣，削弱民主運動，從而加強對港政治控制的方法。

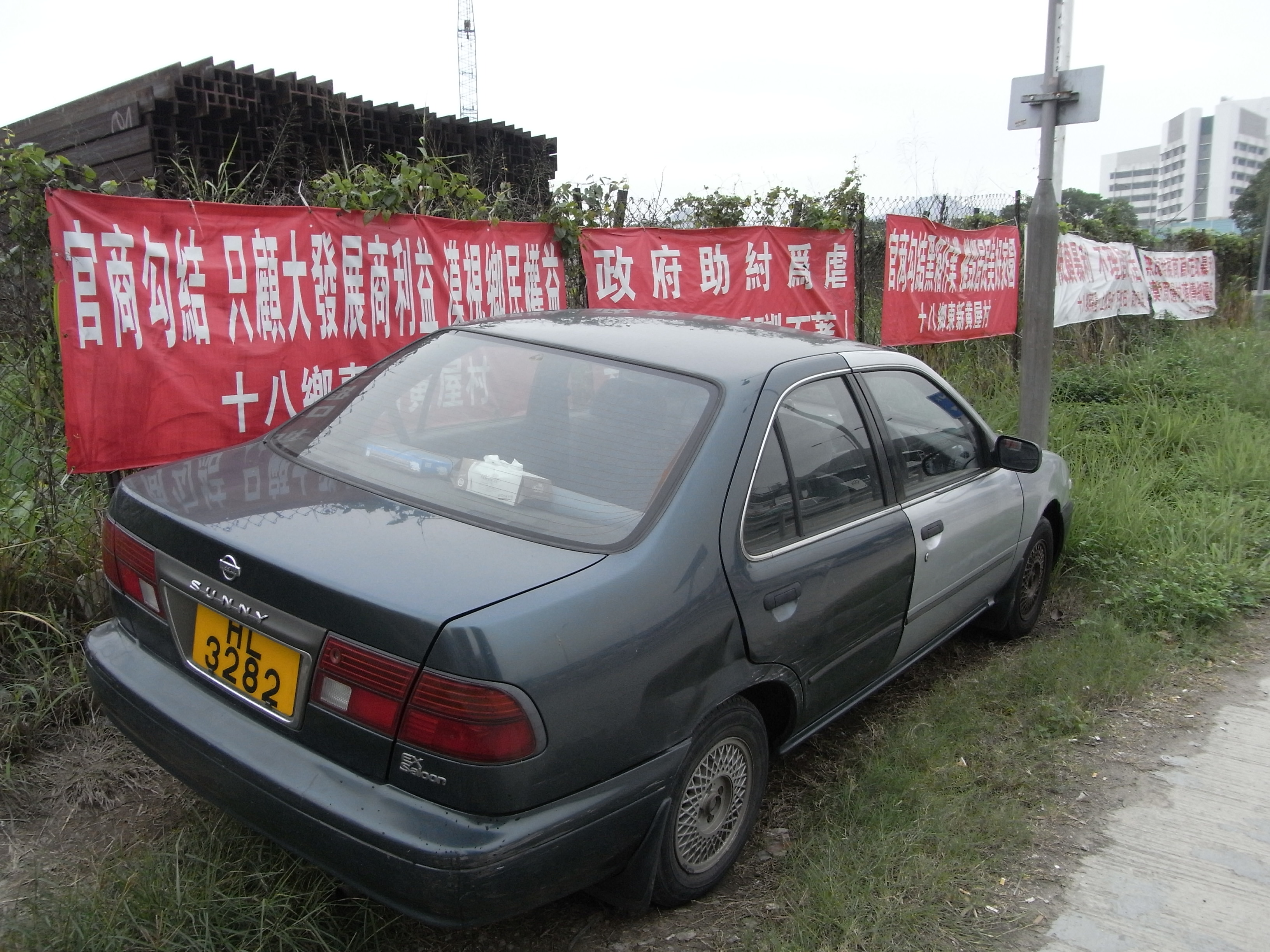
土地正義聯盟在元朗十八鄉發起反對官商勾結抗議

他亦對香港的右翼本土派作出批評，認為「民族自決」的提法是一個危險的信號，他表示：「你將來自中共的壓迫，轉化成香港不同族群之間的壓迫，不make sense（合理）。右翼本土派是將族群放先於民主，去畫一些十個人有十個人標準的線，對我來說，如果香港要民主的話，這條路是不通的，它會令我們下一代忘記民主，多於相信民主，因為我們不會再用溝通去說服大家」；「鬥爭就是不是你死就是我死的，很多本土派都是抱着這樣的心態去做的。但很多人都希望在這樣的局面底下，還有一種讓社會有希望的政治，一種可以保存自己生活的希望」。

## 參政

### 2011年香港區議會選舉
在2011年香港區議會選舉元朗八鄉北選區，朱氏得283票，被鄧貴有以1439票打敗。

### 2015年香港區議會選舉
在2015年香港區議會選舉中，朱凱廸轉戰元朗八鄉南選區，並與姚松炎、張貴財合組「城鄉共生連線」，提倡居民自決和社區共享計劃，建立綠色民主社區。朱凱迪選情一直處於劣勢，宣傳亦受到當區原居民的阻撓，但明顯較上屆多了些本區的支持者。選舉日前一星期，爆出黎偉雄正計劃向城規會申請在八鄉區內興建瀝青廠，令不少村民對他反感。朱凱迪最終在八鄉南選區取得1,482票，以千票之差敗給得2872票的原居民兼同區區議員黎偉雄，但他的得票大幅增加至2011年區議會選舉的五倍，成為首個在以原居民為主的新界鄉郊選區，取得超過三份一選票的非原居民候選人。

### 2016年香港立法會選舉
在2016年香港立法會選舉中，朱凱廸以獨立身份參選新界西地區直選，提倡「民主自決」，以84,121票成功當選為立法會議員，成為香港地區直選的票王。朱凱廸在宣佈當選時，提到在競選前一日及當日收到消息指，有人想襲擊團隊，投票日亦有兩輛車由其寓所跟蹤至元朗。及後朱凱廸在當選為立法會議員後，暴力威脅嚴重急劇惡化，甚至收到死亡恐嚇，威脅其性命及家人安全，朱凱廸遂報警尋求警方的人身安全保護。最後警方拘捕了6名人士，當中有人具黑社會背景。

### 2019年香港區議會選舉
在2019年香港區議會選舉中，朱凯廸以「朱凯廸新西團隊」及「民主動力」的名義，再次參選元朗八鄉南選區。及至同年10月22日，其獲得區議會參選資格。他帶領該團隊獲得數席，但自己卻以三百六十四票之差敗於鄉事派黎永添。

## 社會事件

### 菜園村關注組
2011年1月20日，正值廣深港高鐵香港段興建期，港鐵承建商在菜園村施工，菜園村關注組成員朱凱廸被保安員擲落地受傷。朱凱廸在1月22日到警察總部報案。

### 關注天水圍泥頭山事件
2016年3月5日，天水圍香港濕地公園的南面，嘉湖山莊的東面，出現一座高四層樓，面積有兩個足球場大，由建築廢料堆成的泥頭山，事件引起社會各界的關注。事件曝光兩周後，政府部門，尤其是規劃署仍然沒有進行執法。朱凱迪於是聯同十多名土地正義聯盟成員和市民在2016年3月20日前往泥頭山，計劃挖走多袋泥頭，送往金鐘的政府總部示威，以要求政府不能再無視泥頭山的問題，並應立即進行執法，要求違例地主運走泥頭山上的建築廢料。過程期間，遇到近50名警員阻止，最終8人（包括朱凱迪）被捕。這次直接行動再次引起社會的輿論和關注，政府隨即於次日發表新聞稿，表示政府部門將採取進一步的執法行動，不過泥頭山的主體部分依然沒有進行執法。
2016年3月28日，朱凱廸眼見泥頭山的問題依然未解決，而新界鄉郊已成為違例地主的私人堆填區，於是再次聯同二十多名的土地正義聯盟的成員和市民，冒着被控告「盜竊垃圾」的風險，在新界各處收集非法傾倒的泥頭，運往金鐘的政府總部，並堆成一個小泥頭山，以向政府表明香港早已泥頭圍城，促請政府全面檢討建築廢物的處理制度、嚴徵倒泥地主、並要求新鴻基地產及其他「天水圍泥頭山」地主，馬上清走泥頭。

### 支持梁國雄出選2017年行政長官選舉

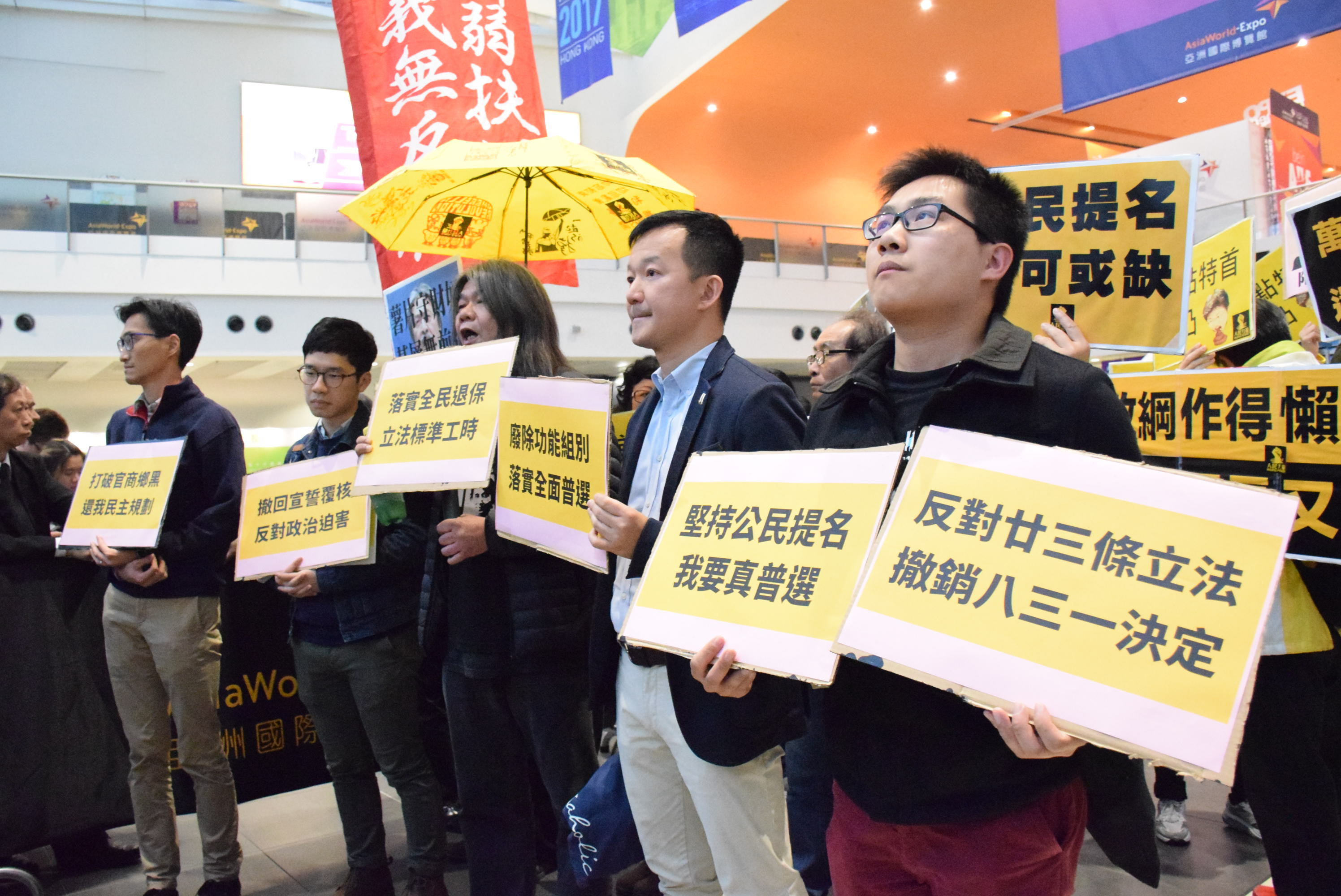
朱凱迪（左）與社民連、人民力量等政黨及團體在特首選舉論壇會場外抗議（2017年3月）

2017年香港行政長官選舉，因不滿民主派選委支持曾俊華，2017年2月8日，朱凱廸聯同社民連梁國雄、人民力量陳志全、朱凱廸團隊、劉小麗以及香港眾志羅冠聰召開記者會，支持梁國雄出選特首，並透過公民提名全力爭取。其後朱凱廸面對歷來網上最多反對他的聲音，但朱認為必須跟隨民主自決的政治理念作決定。朱凱廸強調不會投票予4名現時建制派候選人。
因梁國雄未達到38,000人公民提名的門檻，只有20,652人，再加上不能取得150個提名入閘，故此其2017年2月25日宣布放棄競選行政長官行動。

### 2017年行政長官選舉中逆民意投白票
在2017年香港行政長官選舉中，朱凱廸呼籲民主派選委投白票，不要造王。他表示擔心民望極高的曾俊華會當選。對於市民希望「曾俊華當選讓社會休養生息」的期望，朱凱廸認為民主運動不能「休養生息」。他表示，「自己做好多事都沒有民意基礎，而是講道理」。2017年3月，有市民哭求朱凱廸不要投白票，因為害怕林鄭月娥當選，但朱凱廸不願在投票上反映民意，只是笑著的叫這些市民去找地產商。時事評論員古德明認為：「這次行政長官選舉，曾俊華假如僥幸得勝，則港人當可有五年休養生息。只是梁國雄等七人，以『不妥協』為誇。我對他們從此要刮目相看了。」

### 立法會補選民主派替補安排逼退馮檢基爭議
2018年，民主派為立法會補選而舉行民主派初選，前議員姚松炎勝出，但之後卻傳出消息他可能再次被政府取消參選資格（俗稱「DQ」）。根據初選機制中的替補安排，可由得分排第二者頂上，亦即民協的馮檢基。馮檢基在之前被批評但朱凱廸於1月15日在面書貼文《搭基車  投松炎  反執雞》，文中提及「基哥一人初選執雞成功，所有人都輸，包括他自己。首先，結果一出，全城喊打，『抗絕含淚投票』將成抹不去的補選主題。『初選制度』盡失民心，九龍西補選必敗，港島和新界東也被拖累，隨時輸埋。民主派兵敗如山倒，地區直選優勢崩潰。」
1月21日，朱凱廸在面書貼文〈PLAN B風波  DQ風暴〉說：「民主派人士提出必須緊跟機制，即若果姚松炎不能參選，就由馮檢基頂上。我則認為此事不能只有『跟機制』一個行事標準，亦要同時考慮勝算，及維持初選投票市民的士氣。在初選投票的市民，很多就是不希望馮檢基成為民主派代表，各方面的數字都令人擔心，『姚落基上』的機制安排會令不少民主派支持者非常不滿，繼而放棄投票」，「為了民主派的大局，我本着三個標準行事，（一）要贏補選；（二）要維持初選投票市民的士氣；（三）不要破壞有待完善的初選機制。」
他的言論被蔡子強稱為「朱凱廸的語言偽術」，因為：「明明是有白紙黑字寫明的機制，而不去『跟機制』，卻來個乾坤大挪移，辯說只不過是不把機制當作是唯一的行事標準；明明是要破壞初選機制，卻因為在初選機制前面巧妙『僭建』了『有待完善』4個字，便讓大家看得似是而非。」蔡子強認為朱凱廸用的伎倆是「梁振英的語言偽術」，「捉字蝨」、鑽空子，鼓吹撕毁當初的初選協議，置制度於無物，變成了自己所曾討厭的人。
1月23日，馮檢基出席商業電台節目時，再解釋放棄不會做Plan B的原因，是因為收到消息，如果自己出選，有「進步民主派」和「自決派」明言「你出，我一定出」，即會有兩名民主派競逐，馮認為「二（民主派）對一（建制派），一定會輸。」所以為免影響泛民勝算及團結，決定放棄後備資格。網絡有輿論把矛頭指向朱凱廸等自決派，指他們不尊重初選機制，阻撓馮檢基或袁海文按機制後備頂上。

### 參選村代表選舉被裁定提名無效
朱凱廸在2018年11月22日報名參選2019年元朗八鄉元崗新村居民代表選舉，但沒有簽署聲明擁護《基本法》、宣誓效忠香港特別行政區的確認書，選舉主任去信向朱凱廸提出五大疑問，包括是否同意中華人民共和國擁有香港特別行政區主權；是否同意香港特別行政區是中華人民共和國不可分離的一部分；是否確認真誠地在提名表格上作出擁護《基本法》和保證效忠香港特別行政區的聲明；是否繼續不支持港獨；是否提倡港獨是自決前途選項等。朱凱廸回信重申自己不主張港獨，但不認為有人主張港獨有問題，因為和平地主張港獨是《基本法》所賦予的權力。其後獲回覆指沒有正面回答問題，朱凱廸再回覆批評鄉郊代表選舉主任無權提出與確保提名有效無關的問題，強調《基本法》104條所指的公職人員不包括鄉郊代表。
2018年12月2日晚上，朱凱廸公佈獲選舉主任回覆，其參加2019年鄉郊代表選舉的提名無效。選舉主任其中一項理據為朱凱廸與香港眾志及劉小麗曾於2016年7月30日作共同聲明，亦曾公開撰文聲稱要爭取突破《基本法》框架的「民主自決」，認為這表明了港獨可作為港人自決前途選項之一，質疑朱能否擁護《基本法》。而在選舉主任追問中，朱一直未正面回應問題，因此認為朱凱廸自2016年7月以來，「一直抱持相同的政治立場」，隱晦地支持香港獨立。朱凱廸否認主張港獨或自決，批評當局對參選者做「思想審查」，把北京的政治邏輯引進香港。朱凱廸曾提出選舉呈請，但考慮周庭就2018年3月香港立法會補選的呈請結果後認為沒有勝算，於2020年1月6日正式撤回呈請。

### 2019年佔領立法會事件
2019年7月1日，部分反對逃犯條例修訂草案的示威者衝入立法會綜合大樓內，當時隨示威者入內的朱凱迪分別以中、英語向記者指出示威人士並不是追求普選權（“People here are not even demanding universal suffrage”），「而家市民唔係要求政府做啲政府無權話事既野（指雙真普選)，而係要求特區政府權力範圍裏面能夠做嘅野（當時最初版本的五大訴求）。因此，責任係系特區政府度！」。（當時示威者第五個訴求是要求林鄭月娥下台；在佔領立法會事件後，示威者將「林鄭月娥下台」訴求改為「實現雙真普選」）

### 2020年杯葛過渡立法會事件
2020年政府以疫情為由押後立法會選舉一年，立法會現任議員延任一年，朱凱廸主張杯葛及撤出過渡議會，認為決定取消9月立法會選舉屬「自保」之舉，以「軟着陸」方式拖延處理現時的政治問題，引述不同民調結果都顯示大部份民主派支持者認為民主派接受中共委任，將向世界發出香港人放棄的錯誤訊息。

## 相關
- 本土行動
- 香港眾志
- 土地正義聯盟
- 反高鐵運動

## 外部連結
- 八鄉朱凱迪的Facebook專頁
- 朱凱廸新西團隊（页面存档备份，存于）
- 朱凱迪個人網誌（页面存档备份，存于）
- 明報校園記者網
- 明報OL網（页面存档备份，存于）